# Дика
Дика је, према грчкој митологији, била богиња правде. Представљала је дух моралног напретка, праведних пресуда и права утврђених обичајима и законима, у смислу социјално примењених норми и конвенционалних правила.
Дика је била једна од три Хоре, богиње годишњих доба, и чувара небеских врата. Била је кћерка Зевсa и Темиде, а њене сестре су биле су Еуномија (ред) и Ејрена (мир). За разлику од њихове мајке, која управља правдом над боговима, тј. божанском правдом, Дика је владала људском правдом. Њена супротност је сестра Адикија, која је богиња неправде.[1]
Дика је била непријатељ сваке лажности, и заштитница мудре управе правде.
Имала је ћерку, Хесикхију, то јест мирност ума.
У уметности, Дика је приказана као млада, витка жена која носи вагу са тасовима као симбол равнотеже или баланса и носи ловоров венац. С друге стране, богиња правде у римској митологији, Јустиција, је представљена са истим предметима, али са повезом преко очију.
Дика је заступљена у сазвежђу Ваге, које је и добило име по Дикином главном симболу. Дика је често повезана са Астрејом, богињом невиности и чистоте. Астрејино сазвежђе је Девица, а налази се поред сазвежђа Ваге, што указује на додатну симболику са Диком, штавише, обе се представљају са сличним предметима.
Према митологији, Дика је рођена као смртник, а њен отац Зевс ју је поставио на Земљу да би се у човечанству одржала праведност. Брзо је схватио да је то немогуће и узео ју је са Земље, те ју је ставио поред себе на планину Олимп.
Према митологији, Дика је живела на Земљи у време златног и сребрног доба, када још није било ратова или болести, кад су се мушкарци бавили земљорадњом и гајили фине усеве и још нису знали како да плове морима. Међутим, они су постали похлепни. Дика је оставила земљу и прешла на небо, одакле је из сазвежђа гледала људску расу. Након њеног одласка, људска раса је прешла у бронзано доба, када су се појавиле болести. Тада су људи научили и да плове. Идеја о Дики као персонификованој правди је развијена у драмама Софокла и Еурипида.